# Eubelum
Eubelum är ett släkte av kräftdjur. Eubelum ingår i familjen Eubelidae.

## Dottertaxa tillEubelum, i alfabetisk ordning[1]
- Eubelum asperius
- Eubelum breviantennatum
- Eubelum dollfusii
- Eubelum gabonensis
- Eubelum garambae
- Eubelum haasi
- Eubelum icarense
- Eubelum ignavum
- Eubelum incertum
- Eubelum instrenuum
- Eubelum kisantui
- Eubelum lubricum
- Eubelum lugubre
- Eubelum minimum
- Eubelum montanum
- Eubelum novum
- Eubelum paralubricum
- Eubelum pictum
- Eubelum pseudoasperius
- Eubelum quietum
- Eubelum schmoelzeri
- Eubelum simplex
- Eubelum squamatum
- Eubelum squamosum
- Eubelum stanleyanum
- Eubelum stipulatum
- Eubelum tachyoryctidis
- Eubelum tomentosum
- Eubelum ubangium
- Eubelum vannamei